# Episodi di Kevin Spencer (ottava stagione)
L'ottava stagione della serie animata Kevin Spencer, composta da 6 episodi, è stata trasmessa in Canada, da The Comedy Network, dal 30 ottobre al 4 dicembre 2005. 
In Italia la stagione è inedita.
| nº | Titolo originale                   | Prima TV USA     |
| -- | ---------------------------------- | ---------------- |
| 1  | The Missing Links                  | 30 ottobre 2005  |
| 2  | Killing the Messenger              | 6 novembre 2005  |
| 3  | Hell or High Water                 | 13 novembre 2005 |
| 4  | Die a Lot More and Also Once Again | 20 novembre 2005 |
| 5  | Air Show                           | 27 novembre 2005 |
| 6  | See You in Hell                    | 4 dicembre 2005  |

## The Missing Links
- Diretto da: Dave Bigelow
- Scritto da: Greg Lawrence

### Trama
A causa della loro stupidità, tutti e tre gli Spencer finiscono con brutali ferite alla testa e vivono come selvaggi in un parco cittadino e finendo successivamente per vivere in una gabbia fuori da una stazione di servizio sul ciglio della strada.

## Killing the Messenger
- Diretto da: Rick Kaulbars
- Scritto da: Greg Lawrence

### Trama
Percy vince un altro concorso e questa volta diventa giudice di un reality show chiamato The International Idolatry Talent Impersonating Contest of Mimicry.

## Hell or High Water
- Diretto da: Dave Bigelow
- Scritto da: Greg Lawrence

### Trama
Dopo essere stato sorpreso a praticarsi dell'auto-piacere nella casa di un delinquente locale, Percy porta la sua famiglia e fugge in una città fantasma per calmare le acque.

## Die a Lot More and Also Once Again
- Diretto da: Dave Bigelow
- Scritto da: Greg Lawrence

### Trama
Dopo aver rubato la cassetta della posta dei vicini piena di lettere e assegni, gli Spencer si imbattono in un invito formale dell'alta società.